# Wilson Faumuina
Wilson Faumuina (* 11. Juni 1954 in Amerikanisch-Samoa; † 26. September 1986 in San Francisco, Kalifornien) war ein US-amerikanischer American-Football-Spieler auf der Position des Defensive Tackles in der National Football League (NFL). Er spielte fünf Jahre für die Atlanta Falcons.

## Frühe Jahre
Faumuina wurde auf Amerikanisch-Samoa geboren. Er besuchte in den Vereinigten Staaten die San José State University.

## NFL
Faumuina wurde im NFL-Draft 1977 in der ersten Runde an 20. Stelle von den Atlanta Falcons ausgewählt. Hier blieb er für fünf Jahre, ehe er seine Karriere beendete.

## Persönliches
Am 26. September 1986 starb Faumuina in San Francisco auf Grund eines Herzanfalls im Alter von 32 Jahren.